# Haematera
Haematera är ett släkte av fjärilar. Haematera ingår i familjen praktfjärilar.
Kladogram enligt Catalogue of Life:
| Haematera | \| \| Haematera decolorata \| \| \| \| \| \| Haematera pyramus \| \| \| \| \| \| Haematera rubra \| \| \| \| \| \| Haematera thysbe \| \| \| \| |
|           | \| \| Haematera decolorata \| \| \| \| \| \| Haematera pyramus \| \| \| \| \| \| Haematera rubra \| \| \| \| \| \| Haematera thysbe \| \| \| \| |
|           | Haematera decolorata |
|           | |
|           | Haematera pyramus |
|           | |
|           | Haematera rubra |
|           | |
|           | Haematera thysbe |
|           | |

## Bildgalleri

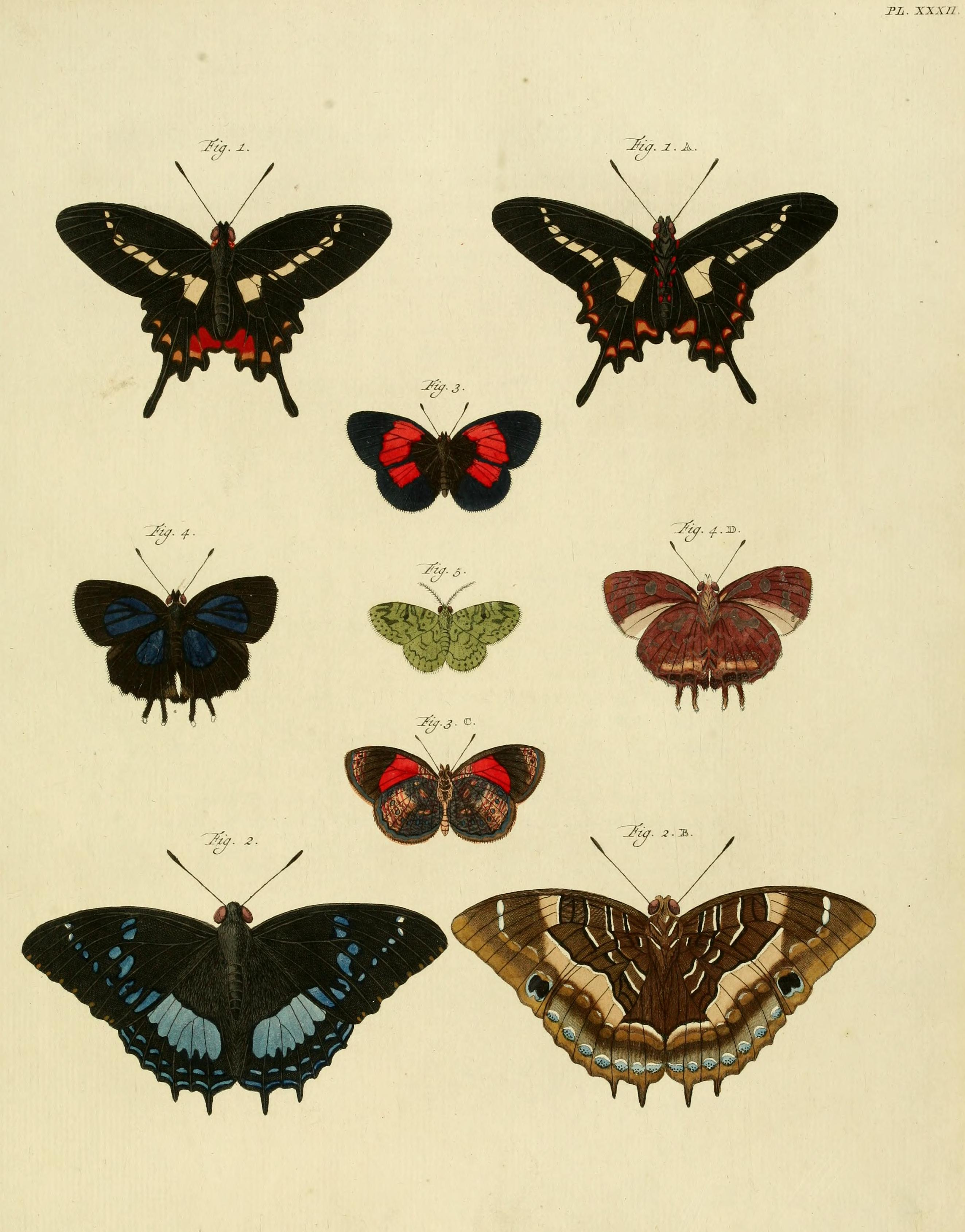